# Am Universum
Am Universum je peti studijski album finske Heavy Metal skupine Amorphis, izdan leta 2001.

## Seznam pesmi
1. Alone - 6:18
2. Goddess (Of the Sad Man) - 3:59
3. The Night is Over - 4:04
4. Shatters Within - 5:19
5. Crimson Wave - 4:45
6. Drifting Memories - 4:24
7. Forever More - 4:33
8. Veil of Sin - 5:10
9. Captured State - 4:27
10. Grieve Stricken Heart - 6:39
11. Too Much to See - 3:38